# Руоппа, Ээва
Ээва Руоппа, урождённая Саарайнен (фин. Eeva Ruoppa; 2 мая 1932, Миехиккяля — 27 апреля 2013, там же) — финская лыжница, призёр Олимпийских игр и чемпионата мира.

## Карьера
На Олимпийских играх 1960 года в Скво-Вэлли завоевала бронзу в эстафетной гонке, кроме того, заняла 11-е место в гонке на 10 км. На Олимпийских играх 1964 года в Инсбруке была 8-й в гонке на 5 км и 9-й в гонке на 10 км.
На чемпионате мира-1962 в Закопане завоевала бронзовую медаль в эстафете. Лучший результат спортсменки в личных гонках на чемпионатах мира — девятые места в гонках на 5 км на чемпионатах 1962 и 1966 годов.
На чемпионатах Финляндии побед не добивалась, пять раз занимала 2-е место и три раза была 3-й.
После завершения спортивной карьеры занималась сельским хозяйством.